# Guggisee
Der Guggisee ist ein Bergsee im Lötschental im Kanton Wallis in der Schweiz. Der See liegt auf einer Höhe von 2007 m ü. M. in der Nähe der Alp Guggistafel. Von der Fafleralp aus führt der Fafleralp-Rundweg zum Guggisee (Gehzeit ca. eine Stunde) und weiter zur Anenhütte.